# Compás de amalgama

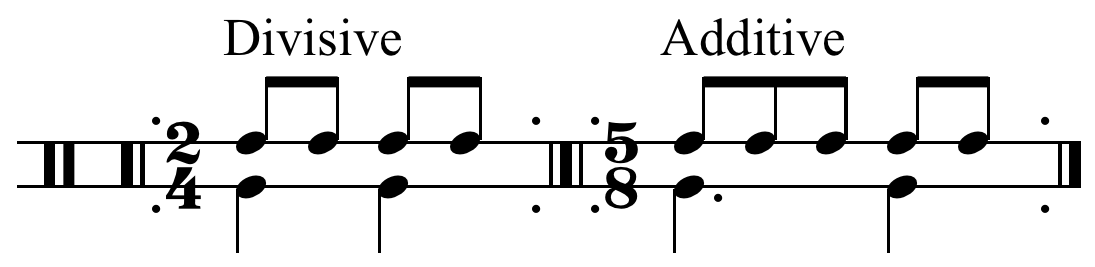
Ejemplo de un compás común y un compás de amalgama.

Se habla de compás de amalgama en música cuando se suman dos o más compases diferentes. Este tipo de compás genera una sensación rítmica algo artificial.

## Usos y efectos
La suma de compases de 3/4 y 4/4, o bien de 4/4 y 3/4, da como resultado un compás de 7/4. Sin embargo, los musicólogos prefieren hablar de compases de amalgama en lugar de compás de 7/4, ya que al músico ejecutante se le hace más fácil tener presente cuáles son los tiempos fuertes (1-2-3 1-2-3-4, o bien 1-2-3-4 1-2-3 ), cosa que no se puede dilucidar con el mero nombre de 7. Se pueden escuchar ejemplos de estas combinaciones de compases en piezas de The Dave Brubeck Quartet.

### En música clásica
Este recurso se volvió muy habitual en la música académica contemporánea desde la célebre La consagración de la primavera de Ígor Stravinski, la cual es una gigantesca amalgama de métricas, inusuales hasta ese momento.

### En música folclórica
Los compases de amalgama aparecen con frecuencia en la música folclórica. Son muy comunes las combinaciones de 2/4 + 3/4, o bien la combinación de 3/4 + 2/4, que se usa en algunas manifestaciones folclóricas de Europa Oriental. Son profusamente usados en el flamenco; así por ejemplo la métrica de la petenera se corresponde con una unión de los compases de 6/8 y 3/4, organizándose los acentos de la siguiente manera 1-2-3 1-2-3 1-2 1-2 1-2. También se pueden observar en el huayno, que es un género del folclore peruano. 

### En música popular urbana
En la música popular urbana las amalgamas son mucho menos frecuentes, aunque también hay conocidos ejemplos. Buenas muestras son "All You Need Is Love" o "Happiness Is a Warm Gun" de Los Beatles, "15 Step", de Radiohead, "Money" de Pink Floyd, "Blackened" de Metallica, "Times Like These" de Foo Fighters, 5/4 (pronunciada Five Four), de Gorillaz,o "Solsbury Hill" de Peter Gabriel, donde se emplea la amalgama 4/4 + 3/4, en esta última en toda la canción. Otra posibilidad es poner primero el compás ternario: 3/4 + 4/4, de esta manera se genera una diferencia en el lugar donde se apoyan los tiempos fuertes. Peter Gabriel también tiene algunas canciones en compás de 5/4. Dentro del metal progresivo, la banda estadounidense Dream Theater es muy conocida por su habitual uso de las amalgamas en sus composiciones.